# Josu Aguirre
Josu Aguirre Aseginolaza (Tolosa, Guipúzcoa, 23 de mayo de 1981) es un ciclista español.
Debutó como profesional a finales del año 2004 con el equipo Team L.P.R.-Piacenza Management SRL. Tras pasar por el Orbea y Euskaltel-Euskadi causó baja de este último para la temporada 2010.

## Palmarés
2006
- 1 etapa de la Vuelta a la Comunidad de Madrid[1]

## Resultados en Grandes Vueltas
Durante su carrera deportiva consiguió los siguientes puestos en las Grandes Vueltas:
| Carrera | Carrera         | 2006 | 2007 | 2008  | 2009 |
| ------- | --------------- | ---- | ---- | ----- | ---- |
|         | Giro de Italia  | ―    | ―    | 138.º | ―    |
|         | Tour de Francia | ―    | ―    | ―     | ―    |
|         | Vuelta a España | ―    | ―    | ―     | ―    |

―: No participa

Ab.: Abandono

## Equipos
- Team L.P.R.-Piacenza Management SRL (2004)
- Orbea (2006-2007)
- Euskaltel-Euskadi (2008-2009)